# Оболенский, Борис Михайлович Туреня
Бори́с Миха́йлович Оболе́нский по прозвищу Туреня (? — 1501) —  князь, русский военный и государственный деятель, окольничий (1498) и воевода на службе у московского князя Ивана III Васильевича. Происходил от Святого Михаила Черниговского. Сын князя Михаила Ивановича Оболенского. Родоначальник князей Турениных.

## Биография
В 1477 году участвует в военном походе Ивана III на Новгород, воевода Царского полка. Находясь в полке брата Ивана III Андрея Васильевича Меньшого, шёл с ним к Аркадьечеву и Юрьевым монастырям, а затем занимал позицию в Богоявленском монастыре на Соколе. Командовал ополчениями из Можайска, Волочка, Звенигорода и Рузы.
В 1482 году был в Нижнем Новгороде, для обороны от Казанского царя Алегама.
В 1484 году послан в погоню за верейским князем Василием Михайловичем, который бежал в Литву, но не догнал его.
1492 год — воевода в Серпухове.
1493 год — первый воевода сторожевого полка в походе на Литву.
1499 год наместник в Вязьме, уведомляет великого князя о гонениях в Литве на православную веру и стеснениях чинимых его дочери, великой княгине Елене Ивановне.
1502 год — воевода сторожевого полка в походе на Литву.

## Дети
- Василий Борисович Большой Туренин-Оболенский, бездетен
- Василий Борисович Меньшой Туренин-Оболенский
- Владимир Борисович Туренин-Оболенский (ум. после 1501)
- Фёдор Бориович Гвоздь Туренин-Оболенский, бездетен
- Иван Борисович Бобос Туренин-Оболенский (ум. после 1524), воевода
- Никита Борисович Туренин-Оболенский, бездетен